# Acentronichthys leptos
Acentronichthys leptos är en fiskart som beskrevs av Eigenmann och Eigenmann 1889. Acentronichthys leptos är ensam i släktet Acentronichthys som ingår i familjen Heptapteridae. IUCN kategoriserar arten globalt som livskraftig. Inga underarter finns listade i Catalogue of Life.
Det vetenskapliga släktnamnet är grekiska och betyder "fisk utan tagg".
Arten förekommer i vattendrag nära havet i Brasilien. Den når en längd upp till 11 cm. Acentronichthys leptos vistas främst nära vattendragets botten som är fylld med rötter, andra växtdelar eller bråte.